# Ubiquinol oxydase (transportant H+)
Pour les articles homonymes, voir Ubiquinol oxydase.
L’ubiquinol oxydase transportant H+ est une oxydoréductase qui catalyse la réaction :
2 ubiquinol + O2 + n H+côté 1  {\displaystyle \rightleftharpoons }  2 ubiquinone + 2 H2O + n H+côté 2.
Cette enzyme bactérienne contient soit deux groupes héminiques, soit un groupe héminique et un cation de cuivre Cu2+. Elle intervient à la dernière étape de la chaîne respiratoire. Elle génère un gradient de concentration de protons d'une part en consommant des protons d'un côté de la membrane plasmique pour réduire l'oxygène en eau, et d'autre part en agissant comme un pompe à protons à travers la membrane. L'efficacité avec laquelle la force proton-motrice est ainsi générée, mesurée par n dans l'équation chimique ci-dessus, dépend de l'enzyme : n vaut 1 pour la cytochrome bd-II oxydase, et vaut 2 pour la cytochrome bo3 oxydase.
Chez Escherichia coli, la structure générale de l'ubiquinol oxydase est semblable à celle de la cytochrome c oxydase, avec en plus un site de liaison à l'ubiquinol inclus dans la membrane.